# Steinbach (Marktleugast)
Steinbach ([ˈʃtaɪ̯nˌbax] ) ist ein Gemeindeteil des Marktes Marktleugast im Landkreis Kulmbach (Oberfranken, Bayern). Steinbach liegt in der Gemarkung Marienweiher.

## Geografie
Das Dorf liegt im Tal des Steinbachs, der südlich des Ortes entspringt, dann in Richtung Westen fließt und eine Kette von Weihern speist und als linker Zufluss in den Großen Koserbach mündet. Im Nordosten erhebt sich der Brand (570 m ü. NHN), im Südosten die Steinbacher Höhe (615 m ü. NHN) und im Süden die Filshöhe (584 m ü. NHN). Die Kreisstraße KU 27 führt nach Roth (1,7 km östlich) bzw. nach Marienweiher (1,2 km nordwestlich). Eine Gemeindeverbindungsstraße führt nach Hanauerhof (1,4 km südlich).

## Geschichte
1343 erwarb das Kloster Langheim vom Hochstift Bamberg den „Wasserhof“. Der eigentliche Ort entstand erst später.
Gegen Ende des 18. Jahrhunderts bestand Steinbach aus 19 Anwesen. Das Hochgericht übte das bambergische Centamt Marktschorgast aus. Grundherren waren das Kastenamt Stadtsteinach (1 Wirtshaus, 4 Höfe, 3 Sölden, 4 halbe Sölden, 3 Tropfhäuser) und die Realgemeinde Steinbach (4 Tropfhäuser).
Mit dem Gemeindeedikt wurde Steinbach dem 1812 gebildeten Steuerdistrikt Marienweiher und der im selben Jahr gebildeten Gemeinde Marienweiher zugewiesen. Im Zuge der Gebietsreform in Bayern wurde Steinbach am 1. Januar 1977 in die Gemeinde Marktleugast eingegliedert.

### Baudenkmäler
- Haus Nr. 1: Ehemaliger Wirtschaftshof des Herrensitzes
- Haus Nr. 5: Türrahmungen
- Haus Nr. 22: Türrahmung
- Eine Marter, Marterfragmente und ein Wegkreuz

### Einwohnerentwicklung
| Jahr      | 001802 | 001818 | 001819 | 001861 | 001871 | 001885 | 001900 | 001925 | 001950 | 001961 | 001970 | 001987 |
| Einwohner | 68     |        | 172 *  | 230 +  | 226    | 217    | 168    | 142    | 231    | 120    | 111    | 104    |
| Häuser    | 21     | 24     |        |        |        | 25     | 28     | 26     | 25     | 27     |        | 27     |
| Quelle    | [ 9 ]  | [ 7 ]  | [ 10 ] | [ 11 ] | [ 12 ] | [ 13 ] | [ 14 ] | [ 15 ] | [ 16 ] | [ 17 ] | [ 18 ] | [ 19 ] |

2015 gab es 115 Einwohner in 42 Haushalten.

## Religion
Steinbach ist katholisch geprägt und war ursprünglich nach St. Bartholomäus und Martin (Marktleugast) gepfarrt. Seit dem 19. Jahrhundert gehören die Katholiken zur Pfarrei Mariä Heimsuchung in Marienweiher.